# William Shaw
Pour les articles homonymes, voir Shaw.
Frederick William Shaw (né le 13 octobre 1932 à Montréal et mort le 26 mai 2018 à Port Perry, Ontario,) est un homme politique canadien.
Il est député de la circonscription de Pointe-Claire à l'Assemblée nationale du Québec de 1976 à 1981, d'abord sous la bannière de l'Union nationale, puis comme député indépendant à partir du 18 février 1978.

## Biographie
Ancien membre des Forces armées canadiennes dans les années 1950 et chirurgien-dentiste de profession, Frederick William Shaw est diplômé de l'Université McGill en 1958. Shaw milite dans des partis conservateurs depuis les années 1960. Il brigue les suffrages pour l'Union nationale à l'élection générale québécoise de 1970 et est défait au congrès à la direction du parti en 1976. Après avoir quitté le parti 15 mois après son élection, il siège comme député indépendant. Il est battu lors de l'élection générale de 1981.
Opposant farouche à la Charte de la langue française, il milite à Alliance Québec et au Parti égalité, dont il est l'un des candidats aux élections de 1998 et de 2003 sans succès.
Il est également candidat indépendant à l'élection fédérale canadienne de 1993 et de l'Alliance canadienne en 2000. 
À sa retraite en 2010, il s'établit en Ontario et meurt à Port Perry, en mai 2018 à l'âge de 85 ans.